# 柳原義光
柳原 義光（やなぎわら よしみつ、1876年（明治9年）9月2日 - 1946年（昭和21年）1月24日）は、日本の華族（伯爵）、貴族院議員。大正天皇の従兄。柳原白蓮の異母兄。

## 生涯
1876年（明治9年）、柳原前光伯爵の長男として生まれる。母は正室で伊達宗城の次女の初子。慶應義塾に学び、1894年（明治27年）、父の死去により18歳で伯爵家を継ぐ。1896年（明治29年）、明治天皇に拝謁して天盃を賜り正五位。宮中御用掛、日露戦争の功により勲等を受ける。1904年（明治37年）7月10日、貴族院伯爵議員となる。
1921年10月（大正11年）、異母妹の燁子（白蓮）が白蓮事件を起こしたことから、翌1922年（大正12年）3月2日に貴族院議員を引責辞職する。事件発生から辞職まで半年近くを要したのは、義光が議員職に執心して速やかな辞職を促す周囲の説得に頑として応じなかったためであった。宮内官僚らの説得に抵抗する義光は「先帝に畑を提供した」云々の暴言まで吐き、あげく「やめてやるから金をくれ」などと数々の放言をして顰蹙を買い、憤る官僚らに義光は少しくらい黒龍会に脅かされた方がよいと非難されている。義光の話を聞いた叔母の愛子は、それがあまりに不条理なので、義光の義弟にあたる入江為守（妹・信子の夫）を呼んで義光の不心得を説いたという。
議員辞職後は日本教育生命保険・大正生命保険の社長となるが（両社ともに専務は金光庸夫）、華族としての信用を利用するために担がれた社長職であり、負債を累積させて逆に運転資金を捻出する羽目になり、昭和の始め頃には麻布桜田町の本邸を売却している。1925年（大正14年）7月10日から貴族院議員に復帰し、終生伯爵議員を務める。
1933年（昭和8年）9月、男色相手であった新派の元役者の男に手切れ金を脅し取られる事件が発覚する。新聞にすっぱ抜かれたこの醜聞記事は昭和天皇の目に止まり、側近に下問があったという。さらに同年11月に次女・徳子の不良華族事件が新聞沙汰となり、柳原家は醜聞まみれとなる。宮内省宗秩寮で柳原家の処分が検討されるが、義光の男色に関しては証拠不十分として処分はされなかった。
義光は醜聞もあったが国士気質な面もあり、「国家の大事の前に、私事に拘泥すべきではない」という説得を受けて、義絶状態であった妹・燁子と1935年（昭和10年）に和解している。
1946年（昭和21年）1月24日、69歳で死去。
義太夫や詩を嗜み、崋山と号した。

## 栄典
位階
- 1894年（明治27年）10月30日 - 従五位[11]
- 1902年（明治35年）12月20日 - 従四位[12]
- 1908年（明治41年）12月26日 - 正四位[13]
- 1915年（大正4年）12月28日 - 従三位[14]

勲章等
- 1906年（明治39年）4月1日 - 勲四等旭日小綬章[15]
- 1916年（大正5年）4月1日 - 勲三等瑞宝章
- 1919年（大正8年）2月11日 - 旭日中綬章
- 1931年（昭和6年）5月1日 - 帝都復興記念章[16]
- 1938年（昭和13年）2月11日 - 金杯一個[17]
- 1940年（昭和15年）8月15日 - 紀元二千六百年祝典記念章[18]

外国勲章佩用允許
- 1927年（昭和2年）4月19日 - 千九百二十五年聖年祭記念布教博覧会功労章（ローマ法王庁）[19]

## 家族
- 父・柳原前光 ‐ 伯爵
- 母・初子 ‐ 前光の正室。伊達宗城の次女。
- 前妻・銀子 ‐ 池田慶政の五女
- 後妻・花子 ‐ 川村鉄太郎の次女。姉・艶子は阪本瑞男に嫁ぎ、妹・武子は西竹一にそれぞれ嫁いだ。
- 長女・福子 ‐ 男子がなかったことから、婿養子に大原義質（柳原博光）を迎えた。
- 次女・徳子 ‐ 学習院女学部出身。歌人で脚本家であった吉井勇伯爵に1921年に嫁ぎ、翌年には一児を儲けたが、吉井の浪費と女遊びなどで不仲となり、別居中の1933年に不良華族事件の当事者となり離縁。学習院初等科在学中だった長男の滋は吉井が引き取ったが育てられず、吉井の妹夫婦に預けた[20]。離婚後は実家に軟禁されたが逃げ出し、叔母の白蓮宅に身を寄せ、一家の近くに部屋を借りて生涯暮らした[21]。一時は復縁を願ったが叶わず、特技の佐賀錦を主婦学校などで教えた[22]。
- 異母妹・柳原白蓮
- 叔母（父の妹）の柳原愛子は大正天皇の生母。
- 甥（姉・信子と入江為守の子）に入江為常、入江相政。